# Мёртвый торговый центр

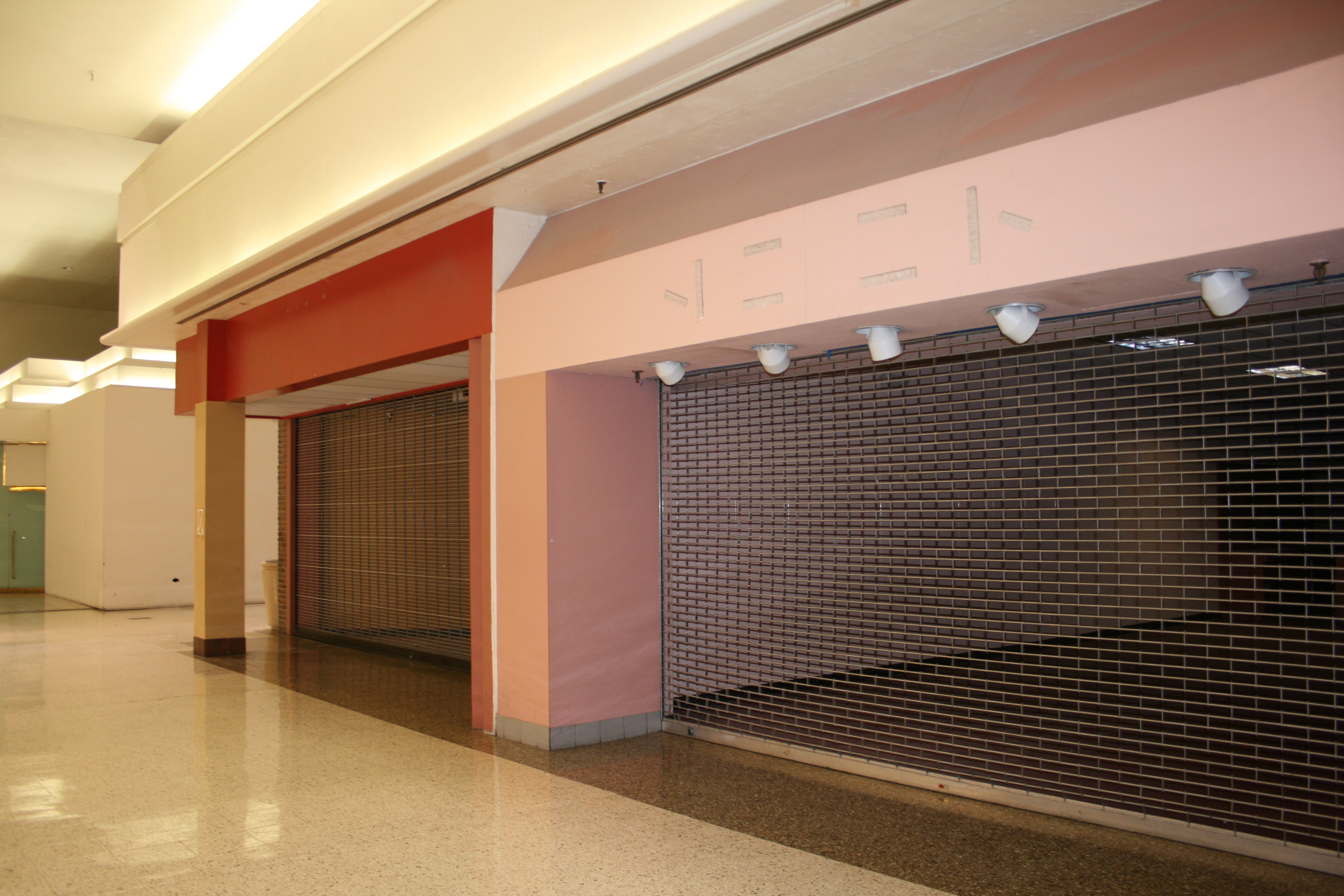
Свободные торговые места на 2009 год в El Con Mall, «мёртвом» торговом центре в Тусоне, Аризона, США

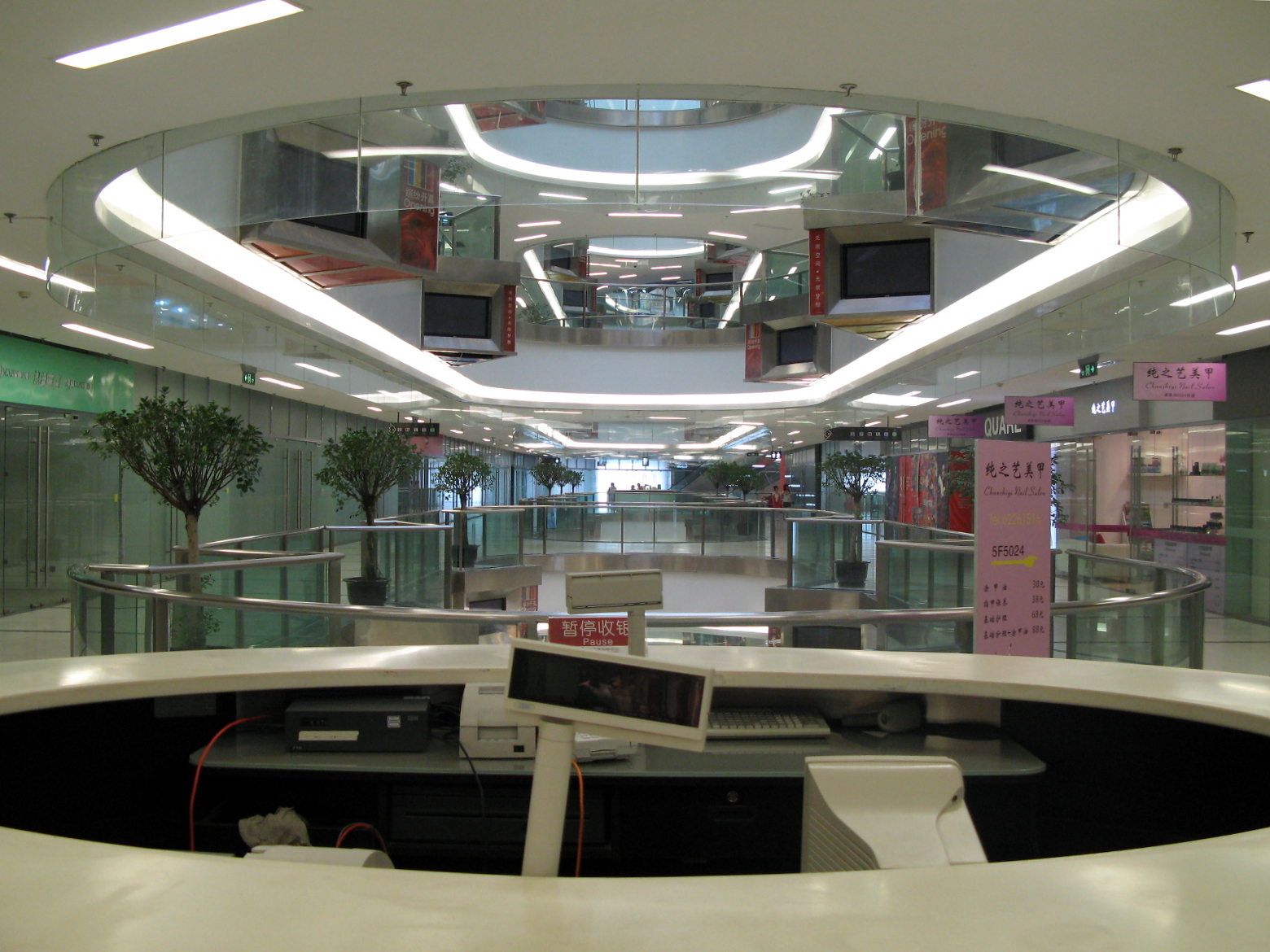
«Мёртвое» крыло Shanghai Summit Shopping City в Шанхае, КНР в 2007 году

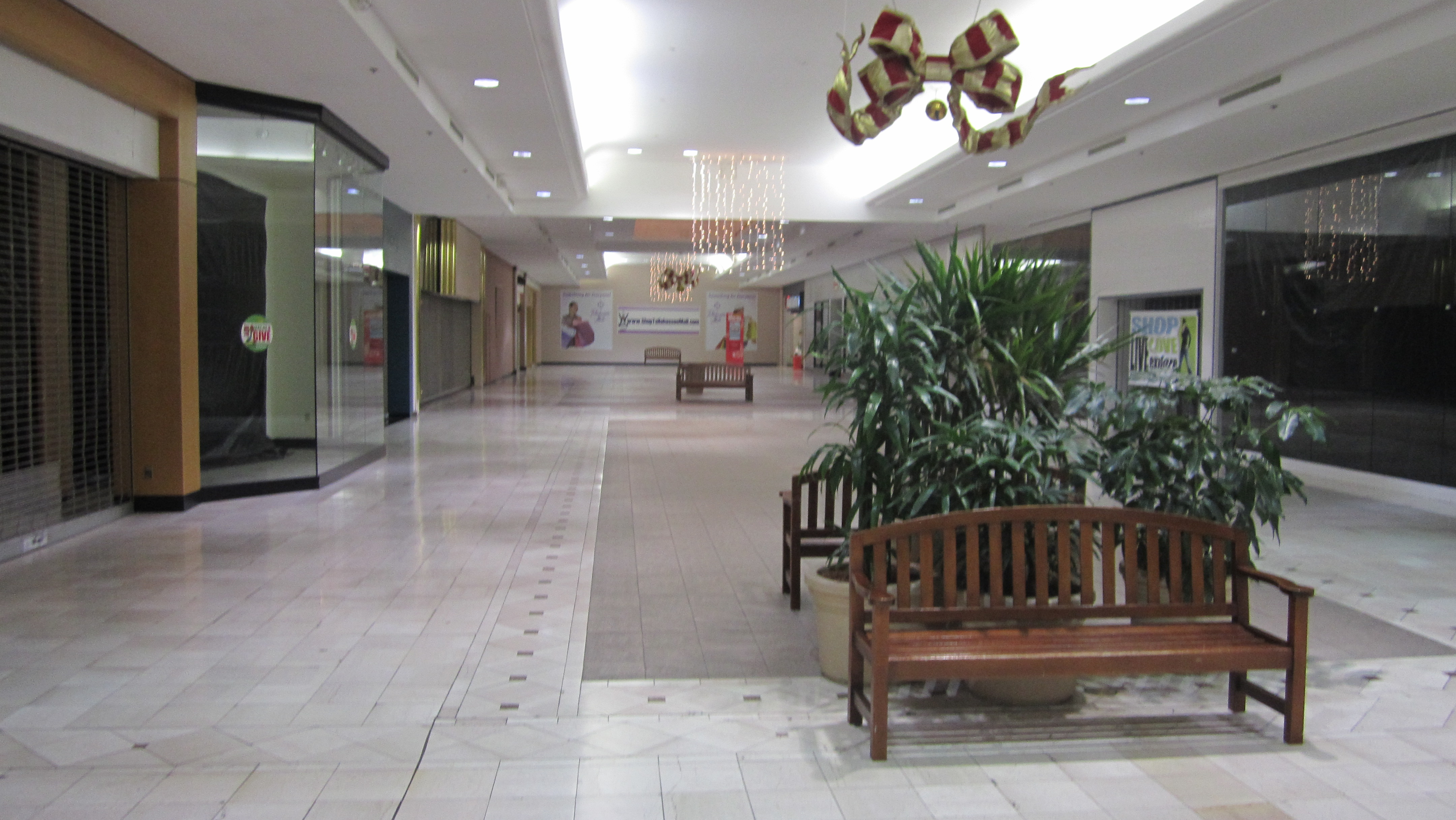
Бывшее «Крыло Дилларда» (Dillard's wing) в Tallahassee Mall в Таллахасси, Флорида, США, в 2011 году

Мёртвый торговый центр (англ. dead mall) — термин для обозначения торгового центра с высоким процентом свободных торговых площадей либо низким уровнем потока потребителей, или устаревающего морально или физически.
Многие торговые центры в Северной Америке считаются «мёртвыми» (для целей аренды), когда в них нет существующего якорного магазина (часто таковым является обширный универсальный магазин) или его правопреемника, который мог бы служить входом в торговый центр или средством для привлечения внимания.
Без пешеходного движения, которое универмаги обычно генерируют, объёмы продаж сократятся почти во всех магазинах и арендная выручка от этих магазинов больше не сможет поддерживать дорогостоящее обслуживание торговых центров. Без хорошего доступа пешеходов небольшие магазины внутри торговых центров становятся труднодоступными.
Ныне свободные месторасположения «якорных» магазинов могут именоваться в народе «ящиками с призраками» (англ. ghostbox), а контур на месте, где когда-то была вывеска, указывавшая на брендирование или товарный знак бывшего якорного магазина — «шрам лейбла» (англ. label scar).

## Происхождение словосочетания
Мёртвый торговый центр — термин американского происхождения, имеющий отношение к коммерческой собственности/недвижимости. «Мёртвой» именуется недвижимость, потерявшая потенциал к продаже.

## Причины возникновения

### Социально-экономический спад
Частой причиной упадка торговых центров является социально-экономический спад, переживаемый городом или окружающим районом.
В случае торгового центра Cloverleaf Mall в Честерфилде, Виргиния, успешно управлявшегося в 1970-е — 1980-е годы, по словам одного из бывших управляющих торгового центра:

… женщины стали держаться в стороне от торгового центра, опасаясь молодых людей, которые начинали собираться там. Люди начали видеть детей с огромными мешковатыми штанами и цепями, свисающими с поясов, и они были запуганы, и они говорили, что там были банды.
Оригинальный текст (англ.)… women, began staying away from the mall, fearful of the youth who were beginning to congregate there. People started seeing kids with huge baggy pants and chains hanging off their belts, and people were intimidated, and they would say there were gangs.

### Изменения в климате розничной торговли
Структурные изменения в отрасли универмагов также сделали выживание этих торговых центров трудным. Эти изменения повлияли на некоторые районы или пригороды, в которых недостаточно традиционных универмагов, чтобы заполнить все существующие якорных пространств с бо́льшим количеством арендуемого пространства. Несколько крупных национальных торговых сетей заменили множество местных и региональных сетей, а некоторые национальные торговые сети прекратили свою деятельность.
- Типичные примеры в США: Montgomery Ward[англ.] и Woolworth’s прекратили свою деятельность.
- В Канаде: Eatons[англ.], Kmart, канадское подразделение[англ.] Target, Woolco[англ.], Woodwards[англ.] и Zellers[англ.] прекратили свою деятельность. Сеть Eatons была партнёром многих торговых центров, так что её банкротство и закрытие её магазинов «украло» у многих торговых центров их «якори». Сеть Walmart однажды крупно присутствовала в канадских торговых центрах после захвата торговой сети Woolco; однако, большинство торговых точек данной сети были заброшены в пользу более крупных отдельно стоящих магазинов крупных сетей супермаркетов. Сеть Zellers распродала большинство своих торговых точек сети Target, а оставшиеся магазины сети Zellers были закрыты, так как экономически не было целесообразным обслуживать эти оставшиеся места, которые были раскиданы далеко и в менее привлекательных районах. Канадское подразделение Target закрыло все канадские магазины в 2015 году и, в отличие от других прекративших деятельность магазинов, у Target не было организации-правопреемника для передачи освободившихся площадей[6].

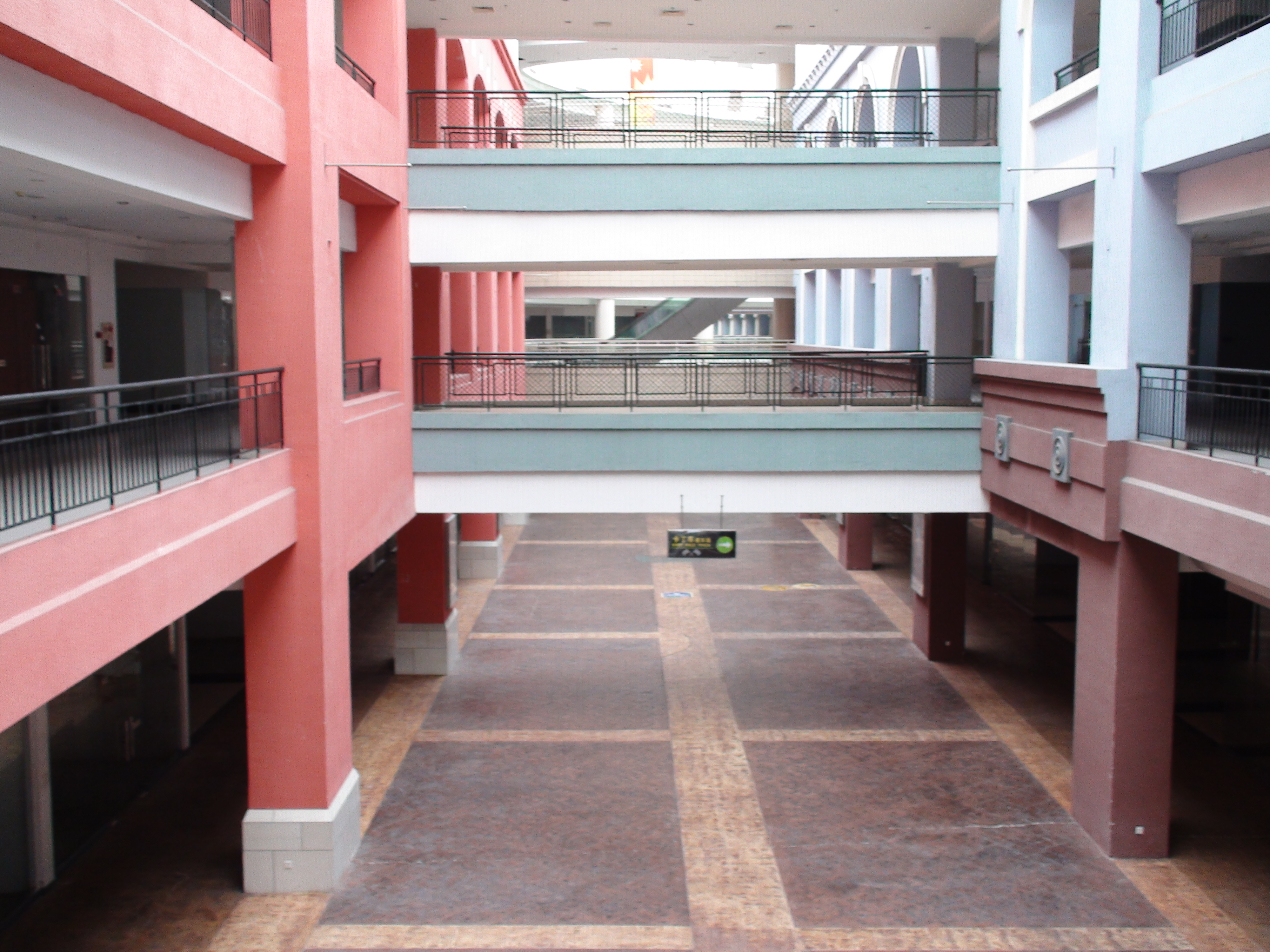
Пустой коридор в New South China Mall, по большей части свободном от магазинов, один из симптомов Китайского краха рынка собственности.

Торговые центры полагаются на более старую бизнес-модель, которая не может меняться со временем, поскольку большинство планировок торговых центров плохо приспособлены для преобразования для других целей использования, таких как магазины крупных сетей супермаркетов («биг-боксы»), которые начали набирать популярность в 1980-х годах. В США (и, в меньшей степени, в Канаде) новые торговые сети «биг-боксов» (также именуемые «убийцами категорий» (англ. category killers)), такие как Walmart, Target и Best Buy обычно предпочитают специально построенные свободно стоящие здания использованию якорного пространства торгового центра. Тенденции в розничной торговле XXI века благоприятствуют скорее лайфстайл-центрам под открытым небом, которые напоминают элементы пауэр-центры, биг-боксам и торговым центрам ленточных, чем крытым торговым центрам. Массированное изменение долей форматов заставило Newsweek объявить крытый формат ТРЦ устаревшим в 2008 году. В 2007 году впервые с 1950 года было отмечено, что в Соединённых Штатах не было построено ни одного нового торгового центра. Большинство канадских торговых центров по-прежнему остаются в закрытых помещениях после ремонта из-за сурового зимнего климата на протяжении большей части страны, однако Don Mills Centre был превращен в площадной торговый центр под открытым небом. Отношение к торговым центрам также изменяется. В связи с изменением приоритетов, люди имеют меньше времени, на поездки в торговые центры и прогулки по ним, а во время Великой Рецессии специализированные магазины, предлагали те товары, которые многие покупатели считали за бесполезные предметы роскоши, которые они больше не могли себе позволить. В связи с этим, биг-боксы и ленточные конвеншн-центры имеют преимущество по экономии времени.
В последние годы число мёртвых торговых центров значительно возросло, поскольку экономическое благополучие торговых центров по всей территории Соединённых Штатов находится в состоянии упадка, с высокой долей вакансий во многих из этих торговых центрах. С 2006 по 2010 годы доля торговых центров, которые считаются экспертами недвижимости «умирающими» (англ. dying, доля вакантных мест по крайней мере 40 %), нездоровыми (англ. unhealthy, 20-40 %), или проблемными (англ. in trouble, 10-20 %) значительно увеличилась, и эти высокие показатели долей вакантных мест лишь частично снизились с 2010 до 2014 годы. В 2014 году почти 3 % всех торговых центров в Соединённых Штатах считались «умирающими» (40 % или выше доли вакантных мест), а почти одна пятая часть всех торговых центров имела долю вакантных мест, считавшейся «тревожной» (10 % или выше). Некоторые эксперты по недвижимости говорят, что «фундаментальной проблемой» является перенасыщение торговых центров во многих районах страны, создающее «чрезвычайно пресыщенный розничной торговлей» рынок.
Некоторые торговые центры сохранили рентабельность, особенно в районах с частыми проявлениями ненастной погоды (или же погоды, нежелательной для активности на открытом воздухе, таких как торговые центры открытого типа пространства / лайфстайл-центры), или с крупной популяцией пожилых людей, которые могут принять участие в прогулках по торговым центрам. В сочетании с более низкой арендной платой эти факторы привели к тому, что такие компании, как Simon Malls, пользуются высокими прибылями и средней загруженностью торговых центров в 92 %. Некоторые розничные торговцы также начали переоценивать окружение торгового центра, что является положительным знаком для отрасли.

### Перестройка торгового центра

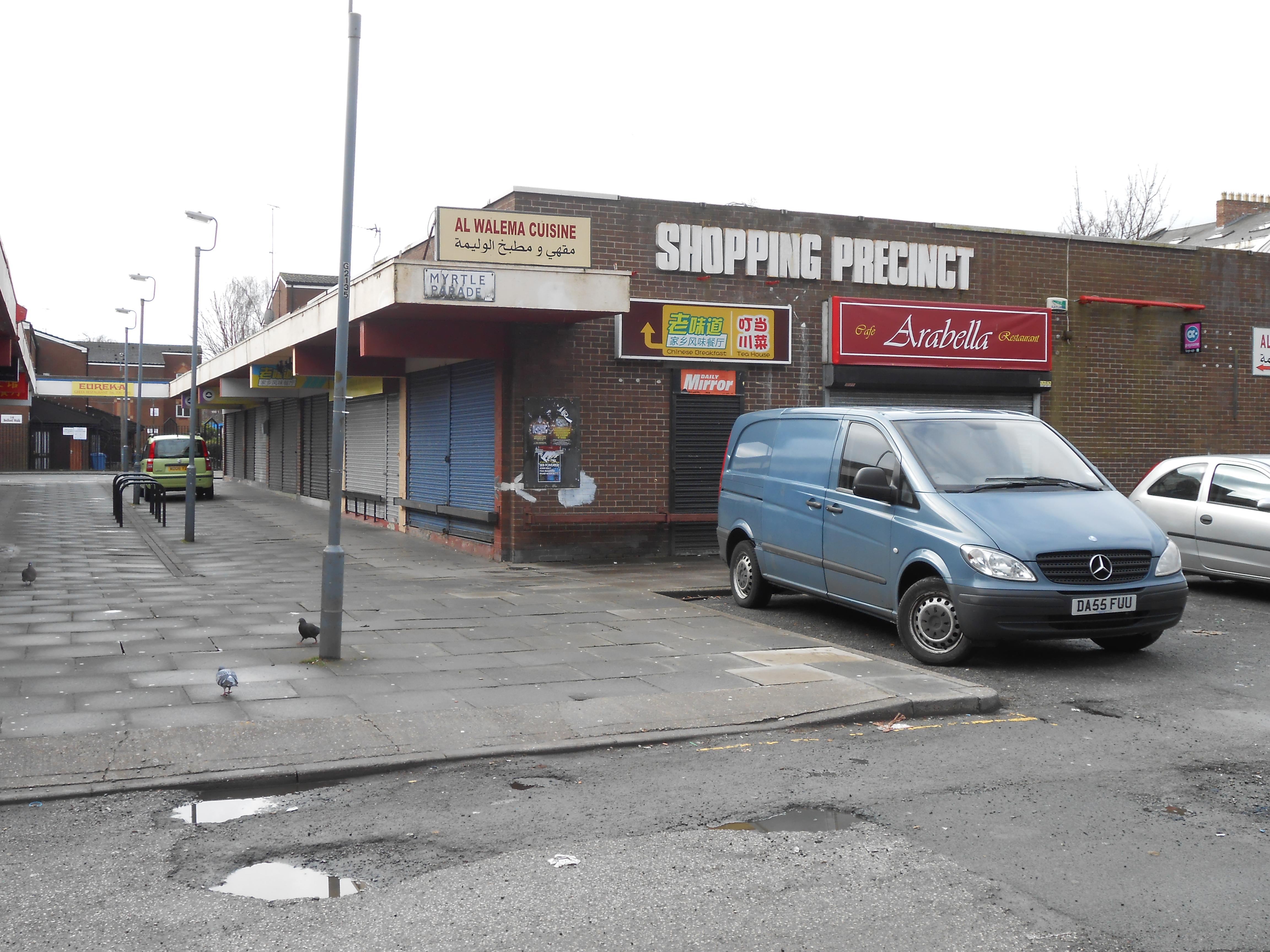
По большей части пустой торговый центр Myrtle Parade в Ливерпуле в 2013 году, незадолго до его сноса

Мёртвые центры могут быть реконструированы. Лизинговые или управляющие компании могут изменить архитектуру, макет, декор или другой компонент торгового центра, чтобы привлечь больше арендаторов и привлечь больше прибыли. Несколько мёртвых торговых центров были переоборудованы в торговые площадки под открытым небом.
Иногда перепланировка может включать в себя переход от розничного использования здания к использованию его в качестве офиса или в образовательных целях, как например в случае с Park Central Mall в Финиксе, Аризона, Eastmont Town Center в Окленде, Калифорния, Windsor Park Mall в Сан-Антонио, Техас (ныне всемирная штаб-квартира Rackspace), Global Mall at the Crossings в Нашвилле, Теннесси, и Coral Springs Mall во Флориде.
В крайнем случае здание торгового центра сносят, либо недвижимость перепрофилируется для других целей, известных как строительство на серопольной площадке.
В таких юрисдикциях, как Вермонт (со строгим процессом получения разрешений) или в крупных городских районах (где открытых мест давно уже нет), такое использование серопольных зон может быть гораздо проще и дешевле, чем строительство на площадке с нуля. Хорошим примером такого рода перепланировки является Prestonwood Town Center в Далласе, Техас, и Voorhees Town Center в Вурхис Тауншипе, Нью-Джерси.